# Дядьковичі (Дубенський район)
Дя́дьковичі — село в Україні, у Варковицькій сільській громаді Дубенського району Рівненської області. Населення становить 224 осіб.

## Історія
До 1939 року мало назву Малі Дядьковичі.
Перша згадка про село - 1522 рік. Дядьковичі згадані в акті 1522 року, як присілок Сатиєва, що належнав тоді князям Острозьким. Акт 1606 року засвідчує, що на Дядьковській греблі Сатиєва спіймали втікачів.
7 (20) листопада 1917 року, відповідно до Третього Універсалу Української Центральної Ради, увійшло до складу Української Народної Республіки.
12 червня 2020 року, відповідно до розпорядження Кабінету Міністрів України № 722-р від «Про визначення адміністративних центрів та затвердження територій територіальних громад Рівненської області», увійшло до складу Варковицької сільської громади.
19 липня 2020 року, в результаті адміністративно-територіальної реформи та ліквідації  Дубенського (1939—2020) району, село увійшло до складу новоутвореного Дубенського району.